# 止別車站
止別車站（日语：／ Yamubetsu eki */?）是一由北海道旅客鐵道（JR北海道）所經營的鐵路車站，位於日本北海道斜里郡小清水町境內，是釧網本線沿線的一個無人車站，隸屬JR北海道釧路支社管轄範圍。雖然車站本身無人管理，但車站原本的辦公室卻改裝成拉麵咖啡店「驛馬車」（ラーメンきっさ　えきばしゃ），並接受委託代售車票。
止別車站的站名源自愛奴語中的「yam-pet」（冷水河）或「ya-wa-an-pet」（陸地一側的河川），並經漢字化而命名為止別川。

## 簡介
除了目前的JR釧網本線外，在1930年時北見鐵道曾在本站附近設置「假止別車站」（仮止別駅），有路線連往小清水車站（雖然該公司取得的鐵路鋪設許可是一直到札鶴（今札弦），但小清水至札鶴間路段從沒建成通車）。1937年時北見鐵道更進一步延伸路線與國鐵路線相連，但1939年時北見鐵道線廢線，止別也不再具有轉車站的地位。

## 歷史
- 1925年（大正14年）11月10日 - 以國有鐵道車站而開始營業，為一般車站。
- 1930年（昭和5年）6月3日 - 北見鐵道開始營業。並在本車站附近設置臨時止別車站。
- 1937年（昭和12年）3月15日 - 北見鐵道開始駛入本車站。
- 1939年（昭和14年）8月25日 - 廢除北見鐵道。
- 1968年（昭和43年）11月30日 - 車站大樓改建。
- 1982年（昭和57年）9月10日 - 廢除貨運處理。
- 1984年（昭和59年）
  - 2月1日 - 廢除行李處理。
  - 3月1日 - 車站簡易委託化。
- 1987年（昭和62年）4月1日 - 國鐵分割民營化後，由JR北海道繼承。

## 車站周邊
- 小清水町役場止別辦事處
- 止別郵政局

## 相鄰車站
北海道旅客鐵道（JR北海道）
■釧網本線
快速「知床」、普通
濱小清水（B74）－止別（B73）－知床斜里（B72）

## 外部連結
- （日語）JR北海道 – 止別車站 （页面存档备份，存于）
- （日語）全驛參觀之旅 （页面存档备份，存于）